# فريدريك بيرغستروم
فريدريك بيرغستروم (بالسويدية: Fredrik Bergström)‏ هو لاعب كرة الريشة سويدي، ولد في 19 مارس 1975 في Ålidhem ‏ في السويد.

## وصلات خارجية
- فريدريك بيرغستروم على موقع BWF.tournamentsoftware.com (الإنجليزية)
- فريدريك بيرغستروم على موقع BWFbadminton.com (الإنجليزية)
- فريدريك بيرغستروم على موقع اللجنة الأولمبية الدولية (الإنجليزية)
- فريدريك بيرغستروم على موقع أوليمبيديا (الإنجليزية)
- فريدريك بيرغستروم على موقع اللجنة الأولمبية السويدية (السويدية)